# Ole Gunnar Solskjær
Ole Gunnar Solskjær [ˈûːlə ˈɡʉ̂nːɑr ˈsûːlʂæːr]ⓘ (* 26. Februar 1973 in Kristiansund) ist ein ehemaliger norwegischer Fußballspieler und heutiger -trainer. Der 67-malige norwegische Nationalspieler war von 1996 bis 2007 für Manchester United aktiv und gewann in dieser Zeit neben sechs englischen Meisterschaften 1999 die UEFA Champions League und den Weltpokal. Anfang der 2010er gewann er als Trainer drei nationale Titel mit Molde FK. Von Dezember 2018 bis November 2021 war er Cheftrainer von Manchester United. Zurzeit trainiert er Beşiktaş Istanbul.

## Vereinskarriere

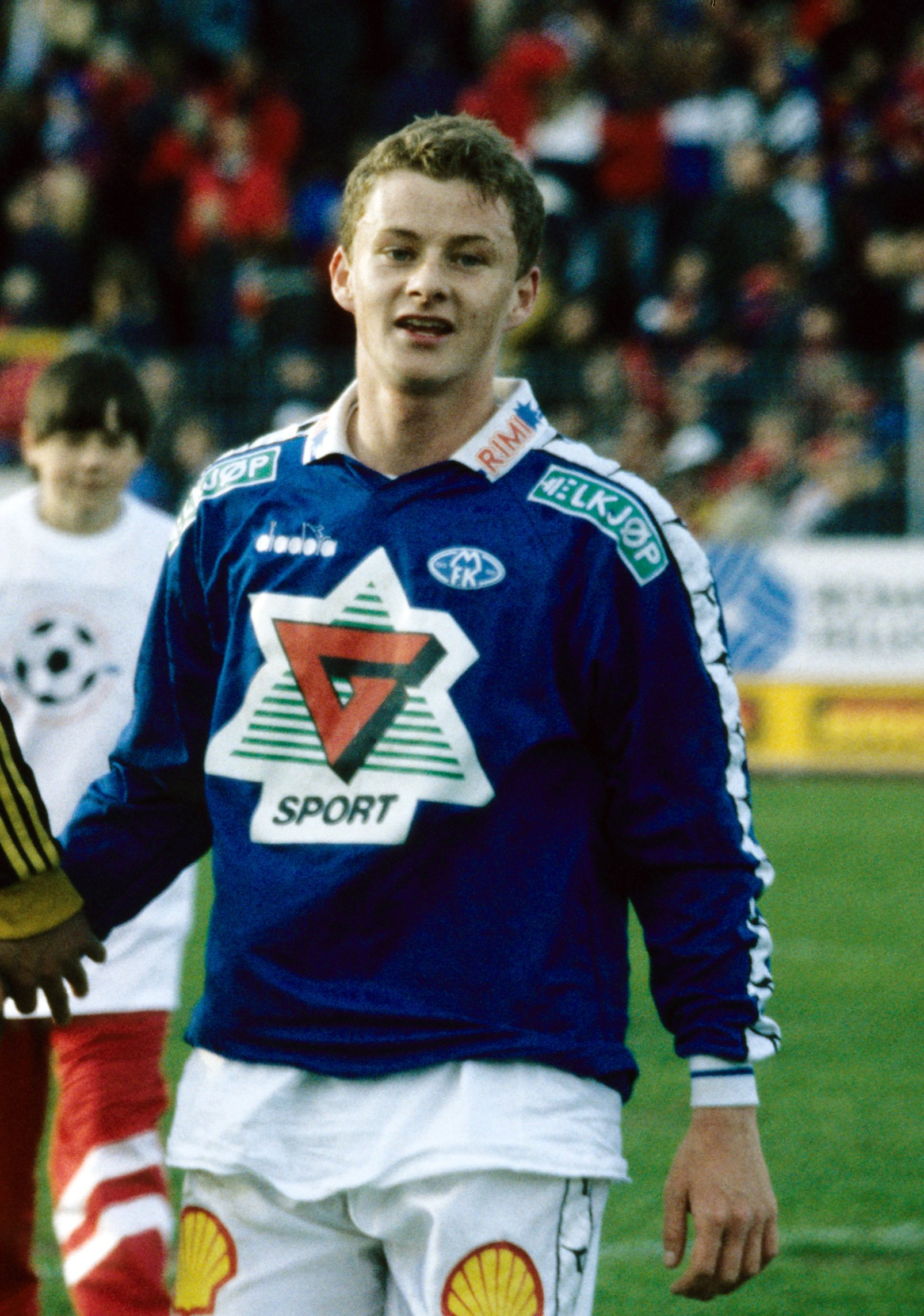
Solskjær im Trikot von Molde FK (1996)

Ole Gunnar Solskjær stammt aus der norwegischen Hafenstadt Kristiansund (Provinz Møre og Romsdal). Als Kind betrieb er nach dem Vorbild seines Vaters zeitweise Ringen, entschied sich dann aber für den Fußball und trat in die Jugendmannschaft des örtlichen Klubs Clausenengen FK ein. Mit 17 Jahren gab er sein Debüt in der dritten norwegischen Liga. Solskjaer entwickelte sich zu einem enorm torgefährlichen Stürmer, der eine herausragende Trefferquote aufweisen konnte (115 Tore in 109 Spielen). 1993 hatte er großen Anteil an Clausenengens Aufstieg in die zweite Liga (1. Divisjon) und erzielte bei der 1:6-Niederlage im norwegischen Pokal gegen Molde FK den Ehrentreffer. In der Saison 1994 erzielte Solskjaer 31 von insgesamt 47-Ligatoren seines Klubs, der einen sicheren Mittelfeldplatz erreichte.   
Im Februar 1995 wechselte Solskjær für 150.000 NOK zu Molde FK in die Tippeligaen und war auf Anhieb eine Verstärkung für das Team von Trainer Åge Hareide. Der Shootingstar traf in 26 Spielen 20-mal und bildete mit Arild Stavrum (16 Tore) das torgefährlichste Angriffsduo Norwegens. Molde war die Überraschungsmannschaft der Saison 1995 und wurde Vizemeister, Solskjær war drittbester Torschütze. 
In seiner ersten Saison bei United schoss Solskjær 18 Tore und gewann mit dem Klub den englischen Meistertitel. Seit dem Champions-League-Finale 1999 gegen den FC Bayern München ist der Norweger eine Legende unter den Fans des Vereins, da er damals einer von den zwei Torschützen war, die in der Nachspielzeit innerhalb von drei Minuten den zweiten CL-Titel für Manchester United sicherten. Solskjær erzielte hier das 2:1.
Aufgrund mehrerer Verletzungspausen und der starken Konkurrenz im United-Angriff wurde der gelernte Stürmer auch öfters als offensiver Mittelfeldspieler eingesetzt. Seinen ersten Einsatz im Mittelfeld hatte Solskjær als verletzungsbedingter Ersatz für David Beckham.
Wegen einer Knieoperation im August 2004 kam Solskjær während der kompletten Saison 2004/05 nicht zum Einsatz. Sein Comeback gab er am 5. Dezember 2005 in der Reserve von Manchester United gegen Liverpool.
Ende August 2007 beendete der 67-malige Nationalspieler seine Karriere. Er zog damit die Konsequenz aus den anhaltenden Knieproblemen, die er seit 2004 hatte. Manchester United gab bekannt, dass Solskjær im Trainerstab des Vereins eine neue Beschäftigung finden soll.

## Nationalmannschaft
Für die norwegische Nationalmannschaft absolvierte Solskjær 67 Spiele, unter anderem bei der WM 1998 und der EM 2000. Für Norwegen schoss er insgesamt 23 Tore.

## Karriere als Trainer
Von 2011 bis 2014 war er Trainer des norwegischen Erstligisten Molde FK. Er konnte in dieser Zeit zweimal die norwegische Meisterschaft gewinnen.
Am 2. Januar 2014 wurde bekannt, dass Solskjær neuer Trainer beim zu dieser Zeit akut abstiegsgefährdeten walisischen Hauptstadtverein Cardiff City wird. Dort konnte er das Ruder allerdings nicht mehr herumreißen und stieg am Ende der Saison mit Cardiff aus der Premier League ab. In der folgenden Zweitligasaison trat er nach dem 7. Spieltag aufgrund eines kapitalen Fehlstarts und den damit einhergehenden Diskussionen um seine Person zurück.
Nach einem Jahr Auszeit kehrte Ole Gunnar Solskjær im Oktober 2015 zu Molde FK zurück, wo er einen Vertrag bis 2018 unterschrieb.
Am 19. Dezember 2018 übernahm Solskjær die nach 17 Spieltagen mit 26 Punkten auf dem sechsten Tabellenplatz stehende Premier-League-Mannschaft von Manchester United als zunächst interimistischen Ersatz für den zuvor entlassenen José Mourinho bis zum Ende der Saison 2018/19. Ursprünglich sollte er nach dem Ablauf der Saison zu Molde FK zurückkehren, womit er die ersten Ligawochen der Ende März beginnenden Eliteserien 2019 versäumt hätte. Unter Solskjær gewann Manchester United bis Ende März 14 seiner 19 Pflichtspiele, stand in der Liga in Reichweite zu den Champions-League-Plätzen auf Platz fünf und erreichte in der Champions League das Viertelfinale, nachdem man Paris Saint-Germain im Achtelfinale besiegt hatte. Am 28. März 2019 erhielt Solskjær einen neuen Vertrag mit einer Laufzeit bis zum 30. Juni 2022. Im November 2021 wurde er nach einer sportlichen Krise von der sportlichen Leitung bei Manchester United entbunden. Man stand zu dem Zeitpunkt auf dem siebten Tabellenplatz und hatte zuvor u. a. mit 0:5 gegen den FC Liverpool und beim Aufsteiger FC Watford mit 1:4 verloren.
Im Januar 2025 wurde Solskjær Cheftrainer bei Beşiktaş Istanbul.

## Erfolge

### Als Spieler
International
- UEFA Champions League: 1998/99
- Weltpokal: 1999

National
- Premier League: 1996/97, 1998/99, 1999/2000, 2000/01, 2002/03, 2006/07
- FA Cup: 1998/99, 2003/04
- FA Community Shield (Supercup): 1996, 1997, 2003

### Als Trainer
Molde FK
- Norwegische Meisterschaft: 2011, 2012
- Norwegischer Pokal: 2013

Manchester United
- Englischer Vizemeister: 2020/21
- UEFA-Europa-League-Finalist: 2020/21

## Sonstiges
- Sein Treffer in der 93. Minute des Champions-League-Finals 1999 zum 2:1-Sieg über den FC Bayern München inspirierte die Anhänger zum noch heute gängigen Lied „Who put the ball in the Germans’ net?“.
- Die United-Fans nennen ihn heute gerne „The baby-faced Assassin“ (Der Killer mit dem Baby-Gesicht).
- Er wurde auch „Super-Sub“ (abk. für Substitution) genannt, da er dafür bekannt war, selbst nach späten Einwechselungen noch oftmals wichtige Tore zu schießen.
- Im Spiel Manchester United gegen Nottingham Forest wurde er zwölf Minuten vor Spielende eingewechselt und erzielte trotzdem noch 4 Tore.[10]
- Mit insgesamt 28 Toren nach Einwechslungen hält er bis heute den Vereinsrekord bei Manchester United.
- Am 27. November 2012 nahm der Norges Fotballforbund ihn als ersten Spieler in die „Hall of Fame“ des norwegischen Fußballs auf.[11]
- Ole Gunnar Solskjaer ist Träger des norwegisch-königlichen Sankt-Olav-Ordens